# Indigofera benguellensis
Indigofera benguellensis är en ärtväxtart som beskrevs av John Gilbert Baker. Indigofera benguellensis ingår i släktet indigosläktet, och familjen ärtväxter. Inga underarter finns listade i Catalogue of Life.